# 239 f.Kr.
| 239 f.Kr.          |
| ------------------ |
| Dødsfald - Fødsler |

## Født
- Quintus Ennius var romersk forfatter.